# Rice (バンド)
rice（ライス）は、日本のロックバンド。

## 概要
ヴィジュアル系バンドRaphaelの活動停止後、ボーカルの櫻井有紀とドラムの村田一弘で結成、2001年4月始動。2007年にはアジアとヨーロッパでライブツアーを行うなど、その活動は日本国内に留まらない。
大半の楽曲の作詞・作曲は櫻井有紀が担当しているが、2010年4月にリリースされたシングルのタイトル曲『Sing You』など一部の曲は村田一弘が作曲している。また、2010年3月にリリースされたシングル『Lovers』の限定盤には一青窈のヒット曲『ハナミズキ』のカバーが収められた。
バンド運営体制の大幅な見直し、作詞作曲など創作活動に充てる時間の確保などの理由により、2012年12月25日の赤坂BLITZ ワンマン公演を最後に無期限の活動休止。2013年12月28、29日に初台The DOORSにてファンクラブ会員限定の復活報告ライブを行い、2014年4月26日の新宿BLAZE公演で正式復帰。
公式ファンクラブ名は「Air's Rock」（2011年設立）。尚、これまでも当時の所属事務所でファンクラブを発足しており「Freez」（2002年 - 2004年）、「carry-out」（2004年 - 2007年）がある。
2018年6月、年内での無期限活動休止を発表。12月29日のイベントをもって無期限活動休止となった。

## メンバー
- 櫻井 有紀（さくらい ゆうき＝YUKI、1981年7月11日 - 、ボーカル）
幼少期に合唱団で歌唱を鍛えた[5]。バンド活動の他に、単独でのピアノ弾き語りコンサート「独唱」も不定期で開催。ロックバンド・うんず[6]、Karma、Robin's peace Bk.でも活動。フレンチシェフの父親[7]にならい、料理が得意。
歌を始めたきっかけは、小学校の音楽の授業で先生に歌を評価されたことから。学校推薦で横浜少年少女合唱団の入団テストを受け、合格する。小学4年から中学2年まで在団[5]。
1/fゆらぎが声に上下2波同時に現れる、世界に数例しかない特殊な声帯を持つ[8]。
フザケたい病を患っており、日々FP（ふざけポイント）を稼ぐために思考の殆どを費やしている[9]。大のガチャピン好き。所有物にガチャピングッズが多く、riceのグッズもガチャピンに似た色取りの物が多く存在する。
神奈川県出身。血液型B。愛称は「ゆうちゃん」「有紀さん」。
2021年7月20日、咽頭がんを公表[10]。

- 村田 一弘（むらた かずひろ＝HIRO、1981年11月17日 - 、ドラム）
歌唱力の高さにも定評があり、ライブやレコーディングではコーラスを取る他に「刑事ヒロンボ」としてCDとライブDVDもリリースしている。大塚愛、BoA、新谷良子、古川雄大、アイドルマスターシリーズ、U-Kissなどのサポートドラマーとしての活動歴もある。
ドラムを始めたきっかけは伯父の影響により。中学時代、伯父の家にあったエレクトリックドラムに「何か面白そうだな」と興味を持ったことから少しずつ教わるようになる[11]。
影響を受けたアーティストはスティーヴ・ジョーダン、ジェフ・ポーカロ、ジョン・ボーナムなど[12]。
大のコーラ好きとして有名だったがスプライトの方が好きだと発覚し、ファンのみならずメンバー・スタッフをも驚かせる[13]。苦手な食べ物はトマト。どうしても食べられなかったがドライトマトにすると食べられると気付き、衝撃を受ける[14]。
神奈川県出身。血液型B。愛称は「ヒロちゃん」「コーヒー豆」[15][16]。

## 結成の経緯
2人が在籍していたRaphaelが活動休止となり有紀は音楽を辞めようと考えていたが、ヒロが「俺はお前の歌う曲を叩きたい」と言ったことで決意。
バンド名を考える際、寿司屋で寿司を食べていたため「今、米食ってるし、ライスでいいんじゃない？」と決定する。また、後に有紀はブログで「同じ“R”のアルファベットから始まる名前なら、何でも良かった。出オチで構わないから、少しでも笑って貰える名前にしようと、当時の“ないアタマ2つ”で考えた名前」と綴っている。

## 音楽性
特色の1つに、楽曲によってストリングスを用いることが挙げられる。ライブやレコーディングの際には、ギタリスト、ベーシスト、キーボーディストに加え、チェリストやヴァイオリニストなどストリングスがサポートに入ることがある。
ライブはボーカル&キーボードの有紀とカホンのヒロだけのシンプルな編成から、それらのミュージシャンを加えた10人以上の大きな編成まで幅広いパフォーマンスを行い、音楽を変幻自在に表現する。その編成により編曲するため複数の表情を持つ楽曲が多い。
Raphaelの楽曲に対するアンサーソングや、Raphaelや華月に当てはまるキーワードのある楽曲がいくつも存在する。しかしながら、違う心持ちで聴いても楽しめる曲であるようにという事は、創作努力として結成以来絶えず取り組んできたと有紀が話している。その事は結成当初から公にしていなかったが、2015年11月1日公演『櫻井有紀×YUKI 饗宴「独唱-悠久の檜舞台-」』にて初めて明かし、riceとRaphaelの楽曲を同じライブで披露。2016年10月28日公演「Beat -2016-」ではRaphaelと最初で最後となる共演を果たす。Raphael解散目前、最後にして最大の叶えたい事として「かねてからriceの楽曲をYUKITOと演奏したかった」とアンコールで有紀は話し、Raphaelのベーシスト・YUKITOと共に『Never』『STAY』を演奏した。

## エピソード
- ファンクラブ会員限定イベントを年に数度開催している。山間や海沿いへの1泊2日旅行「好き間（すきま）」[25][26]、ディナーショー、晩餐会[27][28]、カラオケ、東京ディズニーシーでのデートなど様々な企画がある。
- ワンマンライブ終演時のSE『up to tiptoe』（マキシシングル『f〜フォルテ〜』収録）は、Raphaelの最後の活動となるライブツアー「Raphael Tour 2000-2001 新世紀を駆けぬけろ!」で入場時のSEとして使用したものを、riceの旗揚げ公演から一貫して使用している[29]。
- 2022年10月31日の華月の命日に行われた櫻井 有紀のミニライブのMCで、アルバムGenesisに収録されているSTAYについて、STAYのサビで使われているフレーズに、RaphaelのEvergreenを作曲する時に櫻井 有紀がアイデアとして提案していて採用されなかったフレーズが使用されていることが話した。またFake starについては、Raphael時代に櫻井 有紀が華月に最後に提案・聴いてもらっていた楽曲だったとも話した。

## ディスコグラフィ

### シングル
※販売規格は全て12cmCD

※Singleは2曲収録、Maxi Singleは3曲以上収録
|      | リリース       | タイトル              | 種別               | 販売生産番号                                 | 備考 |
| ---- | -------------- | --------------------- | ------------------ | -------------------------------------------- | --- |
| 1st  | 2001年7月25日  | アンゲルディエ        | Maxi Single        | yuro-001                                     | |
| 2nd  | 2001年10月31日 | 鐡－くろがね－        | Maxi Single        | yuro-002                                     | |
| -    | 2002年10月23日 | はるか                | Single             | AECR-1006                                    | CDTV初登場・最高48位                                                                                      |
| 3rd  | 2005年3月8日   | f〜フォルテ〜         | Maxi Single        | TRCL-0021                                    | |
| 4th  | 2005年5月5日   | 芽生                  | Maxi Single        | TRCL-0022                                    | |
| 5th  | 2006年2月22日  | 【there is...】       | Maxi Single        | TRCL-0028                                    | |
| 6th  | 2008年3月26日  | Heart is always...    | Maxi Single        | EXCR-1003                                    | |
| -    | 2008年9月3日   | Brave Story           | Single             | POCS-5024                                    | |
| 7th  | 2010年3月10日  | Lovers                | Maxi Single        | yuro-014（DVD付き限定盤） yuro-015（通常盤） | オリコンシングルチャート初登場・最高35位 オリコンインディーズチャート初登場・最高2位 CDTV初登場・最高60位 |
| 8th  | 2010年4月14日  | Sing you              | Maxi Single        | yuro-016（DVD付き限定盤） yuro-017（通常盤） | オリコンシングルチャート初登場・最高28位 オリコンインディーズチャート初登場・最高1位 CDTV初登場・最高55位 |
| 9th  | 2010年8月4日   | Cicada                | Maxi Single        | yuro-018（DVD付き限定盤） yuro-019（通常盤） | オリコンインディーズチャート初登場・5位                                                                   |
| ―    | 2010年8月4日   | 煌々                  | Single （1曲入り） | yuro-020                                     | タワーレコード渋谷店15周年記念シングル タワーレコード渋谷店J-INDIESチャート1位                            |
| 10th | 2011年3月16日  | 凛                    | Maxi Single        | yuro-024（DVD付限定盤） yuro-025（通常盤）   | オリコンインディーズチャート初登場4位                                                                     |
| ―    | 2011年9月25日  | Gloria                | Single （1曲入り） | yuro-026                                     | ファンクラブ独占販売（1000枚限定）                                                                        |
| 11th | 2012年3月14日  | 糸                    | Maxi Single        | yuro-029（DVD付限定盤） yuro-030（通常盤）   | |
| 12th | 2012年6月6日   | あかしあ              | Maxi Single        | yuro-031（DVD付限定盤） yuro-032（通常盤）   | |
| 13th | 2012年10月24日 | Fake star             | Maxi Single        | yuro-033（DVD付限定盤） yuro-034（通常盤）   | |
| 14th | 2013年12月25日 | 僕はここに居る        | Maxi Single        | yuro-035（DVD付限定盤） yuro-036（通常盤）   | |
| ―    | 2014年2月14日  | BEAT                  | Maxi Single        | AIRS-003                                     | ツアー「BEAT」会場限定オムニバス                                                                          |
| 15th | 2014年4月2日   | 野ばら                | Maxi Single        | yuro-037（DVD付限定盤） yuro-038（通常盤）   | |
| ―    | 2014年7月30日  | 言葉にできない        | Single             | yuro-039（A Type） yuro-040（B Type）        | |
| ―    | 2015年2月15日  | Beat vol.02           | Maxi Single        | AIRS-007                                     | ツアー「Beat -2015-」会場限定オムニバス                                                                   |
| 16th | 2015年7月15日  | Never / Asterisk      | Maxi Single        | yuro-043（DVD付）                            | |
| 16th | 2015年7月15日  | Asterisk / Never      | Maxi Single        | yuro-044（DVD付）                            | |
| 17th | 2015年12月2日  | ラストシーン          | Maxi Single        | yuro-046（A Type） yuro-047（B Type）        | |
| 18th | 2016年7月13日  | ヒマワリ -1st season- | Maxi Single        | yuro-048                                     | |
| ―    | 2016年8月31日  | ヒマワリ -2nd season- | Single             | yuro-049（DVD付）                            | |
| 19th | 2018年12月26日 | ミライ -mirai-        | Maxi Single        | yuro-050（A Type） yuro-051（B Type）        | 「A Type」と「B Type」で3曲目の収録曲が盤面や歌詞カードに記載されているものと逆に収録されている。         |

### アルバム
|     | リリース       | タイトル       | 種別  | 販売生産番号                              | 備考                                                  |
| --- | -------------- | -------------- | ----- | ----------------------------------------- | ----------------------------------------------------- |
| 1st | 2002年7月24日  | ラブレイン     | Album | AECR-1004                                 |                                                       |
| 2nd | 2004年11月1日  | ラメ           | Album | TRCL-0017                                 |                                                       |
| 3rd | 2007年1月31日  | trial 0406     | Album | TRCL-0037                                 | ベストアルバム                                        |
| 4th | 2009年10月21日 | 六極シンパシー | Album | yuro-011                                  |                                                       |
| 5th | 2010年10月6日  | Neil           | Album | yuro-021（通販限定盤） yuro-022（流通盤） | 流通盤、通販限定盤同時発売。通販限定盤にはDVDを収録。 |
| 6th | 2014年11月1日  | 零 -しずく-    | Album | yuro-041                                  |                                                       |
| 7th | 2015年4月1日   | Genesis        | Album | yuro-042                                  |                                                       |

### VTR
1. 辻（2004年12月28日）

### DVD
1. ricelive [0/∞ Lv:9]rice vs 刑事ヒロンボ〜 respect it cool sounds evolution(ライブDVD、2005年9月7日)
2. 2008.7.30 Shibuya O-WEST Re:birth It Coolsounds Evolution(ライブDVD、2009年7月19日)
3. rice 10th Anniversary Live DVD [Re:birth it Cool Sounds Evolution](ライブDVD、2011年12月25日)
4. DOCUMENTARY MOVIE 010401121225(ドキュメンタリーDVD、2013年10月25日)

## ライブ・コンサートツアー

### 2004年
| 1月3日             | イベント 平成16年 ビッフル新春の宴 | 大宮Hearts                   |                       |
| 1月12日            | イベント rice 2 S                  | 大塚RED ZONE                 |                       |
| 1月23日            | Freez大新年会                      | 渋谷サイクロン               |                       |
| 3月24日 - 3月28日  | 春の好き間                         | 那須高原ホテルエピナール那須 | FC限定 1泊2日イベント |
| 4月15日            | rice live                          | 表参道FAB                    |                       |
| 6月22日            | rice live                          | Shibuya O-WEST               |                       |
| 8月20日            | rice live                          | 表参道FAB                    |                       |
| 9月2日・9月3日     | rice live                          | 表参道FAB                    |                       |
| 10月16日・10月17日 | 夏の好き間                         | 八ヶ岳セラヴィリゾート泉郷   | FC限定 1泊2日イベント |
| 11月1日            | アルバム『ラメ』発売記念ライブ     | Shibuya O-EAST               |                       |
| 12月28日           | rice live                          | 原宿アストロホール           |                       |

### 2006年
| 2月15日          | イベント Mad tea party Vol.8          | Shibuya O-EAST     |                       |
| 2月22日・2月23日 | rice live                             | 原宿アストロホール |                       |
| 6月20日・6月21日 | rice live                             | 原宿アストロホール |                       |
| 8月27日・8月28日 | 夏の好き間                            | 苗場プリンスホテル | FC限定 1泊2日イベント |
| 11月1日          | rice live                             | 代官山UNIT         |                       |
| 12月3日          | ツアーの好き間〜アコースティックVer〜 | 表参道FAB          |                       |
| 12月23日         | イベント ProXYZ                       | 初台The DOORS      |                       |

### 2013年
| 8月31日・9月1日    | 夏の好き間                                               | 福島県新白河関の里 | FC限定 1泊2日イベント |
| 11月8日            | 2013 秋の好き間 〜ヨコハマ トワヰライト ディナァショウ〜 | 横浜マリンタワー   | FC限定 ディナーショー |
| 12月28日・12月29日 | Re:birth It Cool Sounds Evolution                        | 初台The DOORS      | FC限定 復活報告ライブ |

### 2017年
| 1月3日・1月4日    | 冬の好き間 2017 其の壱-初詣編-          | 静岡県〜神奈川県           | FC限定 1泊2日イベント |
| 1月7日            | 小Beat Vol.27「演リ初メ」               | 新宿自主盤倶楽部           | |
| 1月13日 - 1月15日 | 冬の好き間 2017 其の弐-台湾編-          | 台湾                       | FC限定 2泊3日イベント |
| 2月14日           | 小Beat Vol.28                           | 新宿自主盤倶楽部           | |
| 2月24日           | イベント Room No.310 - サトノデズッパリ | 新宿BLAZE                  | |
| 3月10日           | 米☆スタ                                 | TSUTAYA O-Crest            | Instagramフォロワー1000人突破記念無料ライブ                                                                              |
| 3月14日           | 小Beat Vol.29                           | 新宿自主盤倶楽部           | |
| 3月31日 - 4月2日  | 春の好き間 2017                         | 愛知県西浦温泉ホテル東海園 | FC限定 2泊3日イベント |
| 4月12日           | 小Beat Vol.30                           | 新宿自主盤倶楽部           | |
| 4月15日・4月16日  | 君ヲ想フ                                | 目黒鹿鳴館                 | 結成16周年記念ライブ 4月15日の公演タイトルは君ヲ想フ-原点回帰、第壱夜- 4月16日の公演タイトルは君ヲ想フ-原点回帰、第弐夜- |
| 5月14日           | 小Beat Vol.31                           | 新宿自主盤倶楽部           | |
| 6月18日           | 小Beat Vol.32                           | 新宿自主盤倶楽部           | |
| 7月7日            | 星に願いを                              | 渋谷ミルキーウェイ         | 七夕特別公演 |
| 7月10日           | 小Beat Vol.33                           | 新宿自主盤倶楽部           | |
| 7月11日           | 初夏の好き間 -ユウキノシンドウ-         | 東京都                     | FC限定 日帰りイベント |
| 7月25日           | イベント 東京ラララ vol.7               | TSUTAYA O-WEST             | |
| 8月23日           | 小Beat Vol.34                           | 新宿自主盤倶楽部           | |
| 8月25日           | イベント CHAIN THE ROCK FESTIVAL 2017   | 川崎CLUB CITTA'            | |
| 8月26日・8月27日  | 2017 夏の好き間-201810-                 | 福島県新白河関の里         | Team-R音楽活動20周年記念祭典 FC限定 1泊2日イベント                                                                       |
| 9月14日           | 小Beat Vol.35                           | 新宿自主盤倶楽部           | |
| 10月25日          | 小Beat Vol.36                           | 新宿自主盤倶楽部           | |
| 11月16日          | 小Beat Vol.37                           | 新宿自主盤倶楽部           | |
| 12月16日          | 小Beat Vol.38                           | 新宿自主盤倶楽部           | |

## 主な出演
- 音爆館 riceのポップンハート（2002年4月 - 同年9月、テレビ埼玉）
- Friday night masumix（2003年10月 - 2004年3月、NACK5）
- riceのポップンハート2（2010年3月 - 同年4月、テレビ埼玉）
- kome-ism（2014年7月 - 2016年12月、NACK5）（2016年4月 - 同年12月はRaphaelとの共同番組「team-R」内）
- コメトーーク!!（2014年12月 - 、ニコニコ生放送）
- コメノバ（2015年10月 - 2016年12月、ラジオ大阪）